# Каннський кінофестиваль 1982
35-й Каннський міжнародний кінофестиваль відбувся з 14 по 26 травня у Каннах, Франція. Золоту пальмову гілку отримали фільми Зниклий безвісти режисера Коста-Гавраса та Доро́га Їлмаза Ґюнея.
У конкурсі було представлено 22 повнометражних фільмів та 8 короткометражок. У програмі Особливий погляд брали участь 16 кінострічок. Фестиваль відкрито показом стрічки Нетерпимість режисера Девіда Ворка Гріффіта. Фільмом закриття фестивалю було обрано Іншопланетянин Стівена Спілберга.

## Журі
- Голова: Джорджо Стрелер, художник,  Італія
- Жан-Жак Ано, кінорежисер,  Франція
- Сузо Чеккі д'Аміко, сценаристка,  Італія
- Джеральдін Чаплін, акторка,  США
- Габрієль Гарсія Маркес, письменник,  Колумбія
- Флоріан Гопф, критик,  ФРН
- Сідні Люмет, кінорежисер,  США
- Мрінал Сен, кінорежисер,  Індія
- Клод Сол,  Франція
- Рене Тевене, продюсер,  Франція

## Конкурсна програма
★Переможців виділено окремим кольором.

### Повнометражні фільми
| Фільм                                 | Назва мовою оригіналу         | Режисер                   | Країна                        |
| ------------------------------------- | ----------------------------- | ------------------------- | ----------------------------- |
| Геммет                                | Hammett                       | Вім Вендерс               | США                           |
| День ідіотів                          | Tag der Idioten               | Вернер Шретер             | ФРН                           |
| Дивлячись одна на одну                | Egymásra nézve                | Карой Макк                | Угорщина                      |
| ★ Дорога                              | Yol                           | Шеріф Ґьорен, Їлмаз Ґюней | Туреччина/ Франція/ Швейцарія |
| Ідентифікація жінки                   | Identificazione di una donna  | Мікеланджело Антоніоні    | Італія/ Франція               |
| Запрошення у подорож                  | Invitation au voyage          | Пітер дель Монте          | Франція/ Італія/ ФРН          |
| Застрельте Місяць                     | Shoot the Moon                | Алан Паркер               | США                           |
| ★ Зниклий безвісти                    | Missing                       | Коста-Гаврас              | США                           |
| Шпиталь «Британія»                    | Britannia Hospital            | Ліндсі Андерсон           | Велика Британія               |
| Місячне сяйво                         | Moonlighting                  | Єжи Сколімовський         | Велика Британія               |
| Ніч Святого Лоренцо                   | La Notte di San Lorenzo       | Паоло та Вітторіо Тавіані | Італія                        |
| Новий світ                            | La Nuit de Varennes           | Етторе Скола              | Італія/ Франція               |
| Осколки                               | Smithereens                   | Сьюзен Сейдельман         | США                           |
| Острів кохання                        | A Ilha dos Amores             | Паулу Роша                | Португалія/ Японія            |
| Піщаний вітер                         | رياح رملية / Vent de sable    | Мохаммед Лахдар-Хаміна    | Алжир                         |
| Повернення солдата                    | The Return of the Soldier     | Алан Бріджес              | Велика Британія               |
| Пристрасть                            | Passion                       | Жан-Люк Годар             | Франція/ Швейцарія            |
| Свіжий огляд з питання про насильство | Douce enquête sur la violence | Жерар Герін               | Франція                       |
| Сесілія                               | Cecilia                       | Умберто Солас             | Куба                          |
| Справжня історія А К'ю                | 阿Ｑ正传 / Ah Q zheng zhuan   | Фан Цен                   | КНР                           |
| Фіцкарральдо                          | Fitzcarraldo                  | Вернер Герцог             | ФРН/ Перу                     |
| Щодуху                                | À toute allure                | Роберт Крамер             | Франція                       |

### Особливий погляд
| Фільм                                          | Назва мовою оригіналу              | Режисер               | Країна         |
| ---------------------------------------------- | ---------------------------------- | --------------------- | -------------- |
| Вілла в безпосередній близькості від Нью-Йорка | Une villa aux environs de New York | Бенуа Жако            | Франція        |
| Вітер                                          | Finye                              | Сулейман Сіссе        | Малі           |
| Влада мавпи                                    | Monkey Grip                        | Кен Камерон           | Австралія      |
| Дерево пізнання                                | Kundskabens træ                    | Нільс Мальмрос        | Данія          |
| Дівочі сльози                                  | O lacrima de fata                  | Іосіф Деміан          | Румунія        |
| До зустрічі на наступній війні                 | Довиђења у следећем рату           | Живоїн Павловіч       | Югославія      |
| Еліа Казан: Аутсайдер                          | Elia Kazan Outsider                | Енні Треско           | Франція        |
| Лист Фредді Бюашу                              | Lettre à Freddy Buache             | Жан-Люк Годар         | Франція        |
| Малі війни                                     | Les petites guerres                | Марун Багдаді         | Франція/ Ліван |
| Нутрощі серця                                  | Das Tripas Coração                 | Ана Кароліна          | Бразилія       |
| П'ять і шкіра                                  | Cinq et la peau                    | П'єр Ріссьєн          | Франція        |
| Роза                                           | Roza                               | Хрістофорос Хрістофіс | Греція         |
| Щуроловка                                      | എലിപ്പത്തായം / Elippathayam             | Адур Гопалакрішнан    | Індія          |
|                                                | Forty Deuce                        | Пол Моріссі           | США            |

### Короткометражні фільми
| Фільм                   | Назва мовою оригіналу      | Режисер                   | Країна          |
| ----------------------- | -------------------------- | ------------------------- | --------------- |
| Бакалія Теда Барілука   | Ted Baryluk's Grocery      | Джон Пашкевич, Майк Мірус | Канада          |
| Без попередження        | Sans préavis               | Мішель Готьє              | Франція         |
| Бумеранг                | Bumerang                   | Жужа Жакі                 | Угорщина        |
| Ельза                   | Elsa                       | Мар'я Пенсала             | Фінляндія       |
| Мерлін або золотий курс | Merlin ou le cours de l'or | Артур Жоффе               | Франція         |
| Няв                     | Meow                       | Маркос Могальонс          | Бразилія        |
|                         | Szarnyaslenyek boltja      | Ласло Галмаї              | Угорщина        |
|                         | The Cooler                 | Лол Крім, Кевін Ґодлі     | Велика Британія |

## Позаконкурсна програма
| Фільм                | Назва мовою оригіналу      | Режисер              | Країна          |
| -------------------- | -------------------------- | -------------------- | --------------- |
| Брель                | Brel                       | Фредерик Россіф      | Франція         |
| Іншопланетянин       | E.T. the Extra-Terrestrial | Стівен Спілберг      | США             |
| Калейдоскоп жахів    | Creepshow                  | Джордж Ромеро        | США             |
| Нетерпимість         | Intolerance                | Девід Ворк Гріффіт   | США             |
| Парсіфаль            | Parsifal                   | Ганс-Юрген Зіберберг | ФРН/ Франція    |
| Привіт, містер Льюїс | Bonjour Mr. Lewis          | Роберт Бенаюн        | Франція         |
| Стіна                | Pink Floyd The Wall        | Алан Паркер          | Велика Британія |
| Таїнство Пікассо     | Le mystère Picasso         | Анрі-Жорж Клузо      | Франція         |
| Хронополіс           | Chronopolis                | Піотр Камлер         | Франція/ Польща |

## Паралельні секції

### Міжнародний тиждень критиків[8]
| Фільм              | Назва мовою оригіналу        | Режисер                         | Країна          |
| ------------------ | ---------------------------- | ------------------------------- | --------------- |
| Ангел              | L'Ange                       | Патрік Бокановський             | Франція         |
| Померти в 30 років | Mourir à 30 ans              | Ромейн Гупіль                   | Франція         |
| Точки зіткнення    | Czule miejsca                | Піотр Андреєв                   | Польща          |
| Художник           | Målaren                      | Йоран дю Реєс, Крістіна Улофсон | Швеція          |
|                    | Jom                          | Абабакар Самб-Махарам           | Сенегал/ ФРН    |
|                    | Parti sans laisser d'adresse | Жаклін Вен                      | Франція/ Канада |

## Нагороди
- Золота пальмова гілка:
  - Зниклий безвісти, режисер Коста-Гаврас
  - Дорога, режисер Шеріф Ґьорен та Їлмаз Ґюней
- Гран-прі журі: Ніч Святого Лоренцо, режисери Паоло Тавіані та Вітторіо Тавіані
- Приз за найкращу чоловічу роль: Джек Леммон за Зниклий безвісти
- Приз за найкращу жіночу роль: Ядвіга Янковська-Цесляк за Дивлячись одна на одну
- Приз за найкращу режисуру: Вернер Герцог за Фіцкарральдо
- Приз за найкращий сценарій: Єжи Сколімовський за Місячне світло
- Приз за художній вклад: Бруно Нюйттен заЗапрошення в подорож
- Технічний гран-прі: Рауль Кутар (кінооператор) за Пристрасть
- Ювілейна премія на честь 35-річчя Каннського фестивалю: Ідентифікація жінки, режисер Мікеланджело Антоніоні
- Золота камера: Померти в 30 років, режисер Ромейн Гупіль
- Золота пальмова гілка за короткометражний фільм: Мерлін або золотий курс, режисер Артур Жоффе
- Приз журі за короткометражний фільм: Мяу, режисер Маркос Могальонс
- Приз міжнародної асоціації кінопреси (ФІПРЕССІ):
  - Польові квіти
  - Дивлячись одна на одну
  - Дорога
- Приз екуменічного журі: Ніч Святого Лоренцо, режисери Паоло Тавіані та Вітторіо Тавіані
- Приз екуменічного журі — особлива згадка:
  - Дорога
  - Тінь землі
- Приз молодіжного журі:
  - Приз молодіжного журі (іноземне кіно): Час зупиняється, режисер Петер Готар
  - Приз молодіжного журі (французьке кіно): Померти в 30 років, режисер Ромейн Гупіль